# Стаффорд Лерой Ірвін
Ста́ффорд Леро́й І́рвін (англ. Stafford LeRoy Irwin; 23 березня 1893 — 23 листопада 1955) — американський військовик, учасник Другої світової війни, генерал-лейтенант.

## Життєпис
Стаффорд Лерой Ірвін народився 23 березня 1893 року у Форт-Монро, штат Вірджинія, США в родині військових.
Закінчив Військову академію у Вест-Пойнт у 1915 році. Під час Мексиканської експедиції проходив військову службу в кавалерійських частинах під командуванням генерала Джона Першинга. 1917 року пройшов курс артилерійської перепідготовки при артилерійській школі у Форт-Сіл.
У міжвоєнний період займав різні військові посади: був професором кафедри військової тактики Єльського університету (1919—1920), інструктором Національної гвардії Оклахоми (1920—1924), викладачем артилерійської школи (1929—1933), перебував у Резерві армії США (1933—1936).
Учасник Другої світової війни з 1941 року. Командував 72-м артилерійським полком (1941—1942), був командувачем артилерією 9-ї піхотної дивізії (1942—1943) у Північній Африці.
З вересня 1943 по квітень 1945 року — командир 5-ї піхотної дивізії, яка вела бойові дії у північно-західній частині Європи. З квітня по вересень 1945 року — командир 12-го корпусу в Європі. У повоєнні роки обіймав різні командні посади в армії США. У 1950—1952 роках командував американськими військами в Австрії.
1952 року вийшов у відставку за станом здоров'я. Помер 23 листопада 1955 року у Ешвіллі, штат Північна Кароліна. Похований на Арлінгтонському Національному цвинтарі.

## Родина
Батько Стаффорда — Джордж Лерой Ірвін, генерал-майор артилерії армії США, а дід — Бернард Джон Ірвін — бригадний генерал медицини армії США і кавалер медалі Пошани.